# بحيرة مالارين
بحيرة مالارين (بالسويدية: Mälaren) وهي ثالث أكبر بحيرة في السويد بعد بحيرتي فنرين (بالسويدية Vänern) وبحيرة فيترين (بالسويدية Vättern) تبلغ مساحة بحيرة مالارين حوالي 1120 كيلومتر مربع تقع بحيرة مالارين في مقاطعات أوبلاند (Uppland) و فيستر مانلاند (Västmanland)، و سودرمان لاند (Södermanland) إلى الغرب العاصمة السويدية ستوكهولم . يبلغ طول بحيرة مالارين حوالي 120 كيلومترا وعرضها حوالي 65 كلم ومتوسط عمقها حوالي تقريبا 13 متر بينما تبلغ أعمق نقطة في بحيرة مالارين حوالي 66 مترا.

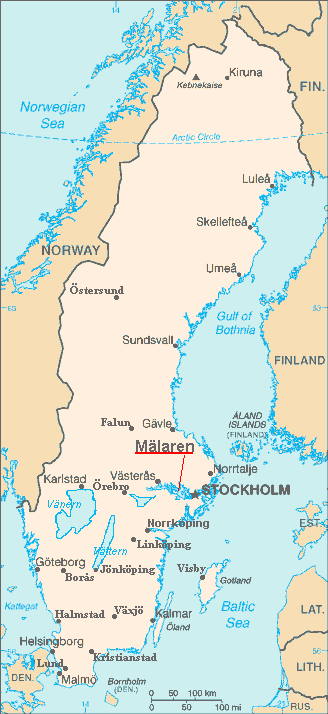
موقع بحيرة مالارين في السويد